# Ancienne synagogue d'Heilbronn (1877-1938)
L'ancienne synagogue d'Heilbronn est une synagogue construite en 1877 et complètement détruite par les nazis en 1938. Elle est située dans la ville d'Heilbronn, au bord de la Neckar, dans le Land de Bade-Wurtemberg, à 75 km à l'est de Karlsruhe.

## La communauté juive d'Heilbronn avant l'arrivée du national-socialisme
Après avoir été présents malgré les nombreux pogroms pendant une bonne partie du Moyen Âge, les Juifs sont expulsés définitivement de la ville par le conseil municipal en 1476.
Ils ne peuvent revenir que dans la première moitié du XIXe siècle. En 1857, il y a 20 familles juives, rejointes vers 1861 par 17 familles en provenance de Rhénanie. Une communauté indépendante se constitue et une première synagogue est dédiée en 1877 après une controverse âpre sur l'installation d'un orgue. Une controverse plus violente en 1910 sur la crémation entraîne une scission et la fondation de la communauté orthodoxe Jeshurun.
Les Juifs sont parfaitement intégrés et acceptés dans la vie publique de Heilbronn. Ils participent activement à l'activité économique de la ville. Ils possèdent des usines textiles, de meubles, de cuir et de chaussures, ainsi que d'importantes distilleries qui recevront des prix à Paris et à Vienne. Ils dominent le commerce du bétail, des moutons et des chevaux.
En 1885, la population juive se monte à 994 personnes sur un total de 27 758 habitants, soit environ 3,5 % de la population totale et en 1933, il n'y a plus que 790 juifs pour une population totale de 77 569 habitants, soit 1 % de la population. Mais sur un nombre total de 534 établissements industriels ou commerciaux, 149 sont détenus par des juifs soit 28 %, nombre nettement supérieur à l'importance numérique de la communauté, ce qui ne fait qu'exacerber l'antisémitisme de la population. En plus, les Juifs se retrouvent en grand nombre dans les professions libérales, docteurs ou avocats.

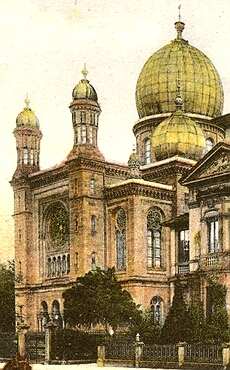
La synagogue d'Heilbronn en 1900

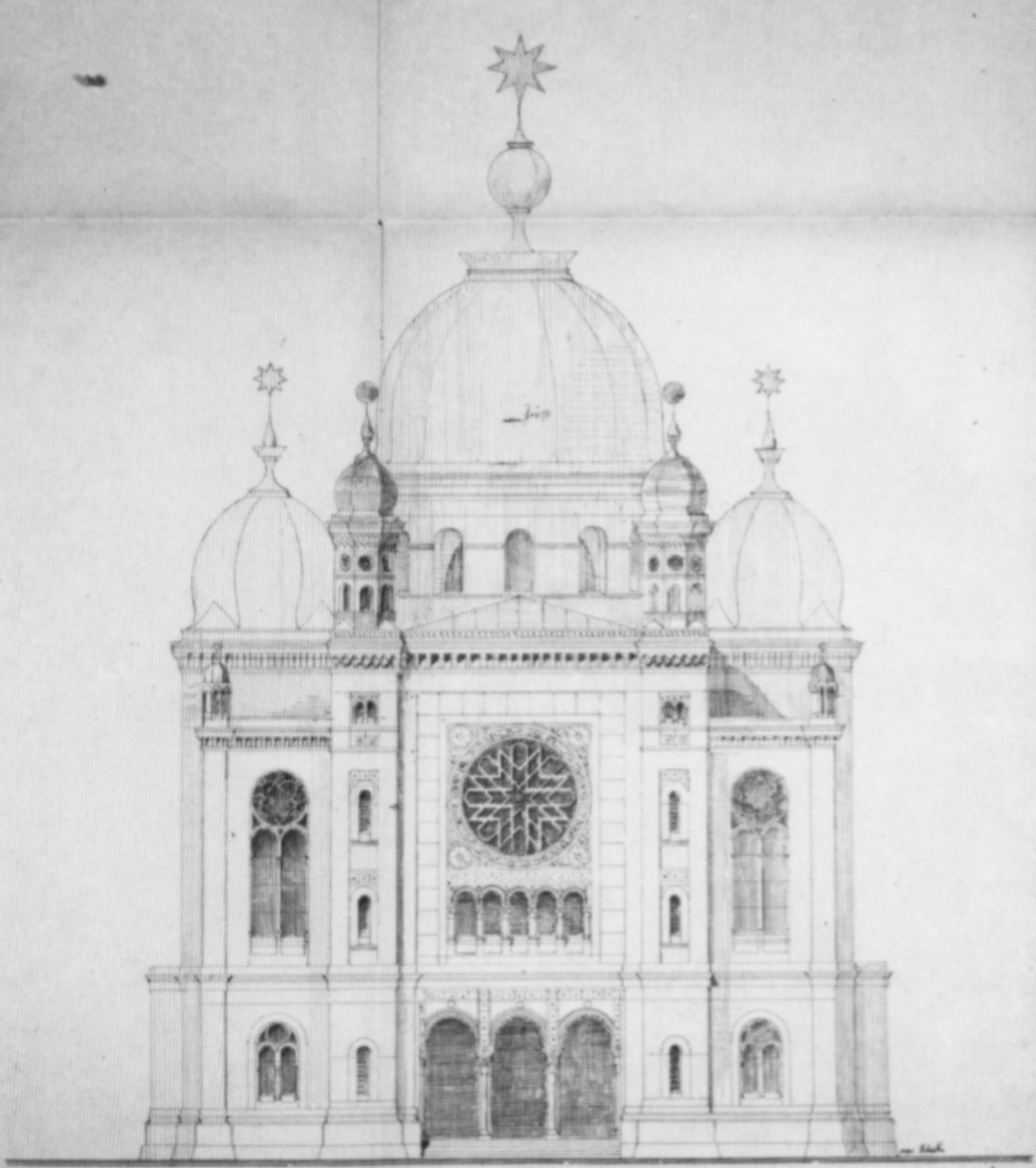
Plan de construction de la synagogue en 1879

## La synagogue
En 1873, la communauté juive charge l'architecte Adolf Wolff de réaliser les plans de la nouvelle synagogue de Heilbronn. Il a auparavant construit la synagogue de Stuttgart (1859-1861) et celle d'Ulm (1870-1873). La synagogue est construite dans le style éclectique, très en vogue à cette époque, qui mélange des formes mauresques en arc en fer à cheval à des ornements stalactites de l'art mudéjar ainsi qu'à des chapiteaux et des pilastres classiques.
La synagogue est inaugurée le 8 juin 1877, et reflète par sa magnificence la prospérité de la communauté juive.

### L'extérieur
Le bâtiment est construit orienté du nord-ouest au sud-est dans la direction de Jérusalem. Il est conçu comme une basilique en croix avec une nef principale très haute, un transept et des bas-côtés moins hauts.
Le toit au-dessus du transept est plat et couronné de quatre petits dômes situés chacun à un des coins du toit. Au-dessus du transept se trouve un tambour cylindrique avec douze fenêtres éclairant l'intérieur de la synagogue, surmonté du dôme central miroitant, recouvert de cuivre vert patiné. La façade d'entrée est agrémentée, de part et d'autre du portail, de deux lanterneaux d'ornement surmontés chacun d'un petit dôme. Cette abondance de dômes doit rappeler l'architecture persane ou indienne comme le Taj Mahal.
Au-dessus du portail, est gravé en hébreu une citation du livre d'Isaïe (chapitre 56-7): 
ביתי בית תפלה יקרא לכל העמים
(Ma maison est un lieu de prière pour tous les peuples)
Sur la façade, une grande rosace et sur le pourtour du bâtiment de nombreuses fenêtres agrémentées de petites rosaces laissent pénétrer la lumière à l'intérieur de la synagogue.

### L'intérieur
Par le portail, on pénètre d'abord dans un vestibule à colonnes puis dans la nef principale de la synagogue où sont situées 34 rangées de bancs pour les hommes. Le transept est réservé aux femmes avec 33 bancs.
En dessous de la coupole, pend un immense chandelier en laiton avec 80 sources de lumière. La coupole elle-même s'appuie sur des demi-colonnes de style néoroman.
Au-dessus de l'entrée se trouve un grand orgue à 32 registres. À l'opposé, l'Arche sainte, avec les rouleaux de la Torah et devant, surélevé de quelques marches, la Bimah (l'autel). Deux chandeliers à sept branches, un de chaque côté, de l'Arche sainte décorent l'intérieur.

### Le cinquantième anniversaire
Le 21 mai 1927, un office est célébré pour le cinquantième anniversaire de la dédicace de la synagogue, suivi d'une soirée de gala. Lors de cette cérémonie, le Dr Gumbel prononce un discours déjà plein de désillusion: 

« En 1877, […] nous étions convaincus que les temps où les Juifs n'avaient aucun droit et étaient maltraités étaient définitivement révolus. La constitution mentionnait que l'exercice des droits civils était indépendant de la religion, et nous avions alors confiance que l'égalité inscrite dans le droit s'imposerait graduellement à la société. Mais tous ces rêves ne se sont pas réalisés et nous devons toujours nous défendre pour la reconnaissance de nos droits et nous sommes toujours pris comme bouc émissaire et victimes de théories racistes. »

### La destruction
Curieusement, alors que dans la nuit du 9 au 10 novembre 1938, dite Nuit de Cristal, des milliers de lieux de cultes, d'écoles et d'institutions juives sont saccagés et brûlés dans toute l'Allemagne, rien ne se passe à Heilbronn. Ce n'est que le lendemain vers six heures du matin que des nazis, membres des SA, habillés en civil, mettent le feu à la synagogue après l'avoir arrosée d'essence.
Et comme le rapportent alors les pompiers, la foule fait obstacle pour les empêcher d'éteindre l'incendie, et même réussit à s'emparer de leur pompe et s'en sert pour faire activer l'incendie. La synagogue n'est bientôt plus qu'un immense brasier.

#### Récupération des objets de culte
Pendant la nuit précédant l'incendie, un certain nombre d'objets liturgiques ont pu être sauvés. Une partie des rouleaux de Torah, richement ornés de pierres précieuses échappe ainsi à l'incendie et se trouve actuellement dans une synagogue de Baltimore aux États-Unis.

#### Le rasage des ruines
Les ruines de la synagogue restent en l'état, pendant presque deux ans, jusqu'à la réunion du conseil municipal d'Heilbronn du 23 février 1940 où le maire Heinrich Gültig décide d'utiliser le terrain pour agrandir la poste voisine. Les ruines sont alors rasées, et les pierres de la synagogue utilisées pour la construction de la cave à fruits de l'école d'art de la jeunesse.

## Le national-socialisme
Le 10 novembre 1938, non seulement la grande synagogue est incendiée, mais aussi le lieu de culte de la communauté Jeshurun, le centre communautaire et l'école juive. Plusieurs maisons et établissements juifs sont aussi détruits. Le cimetière juif est profané.
À partir de 1938, les nazis confisquent les biens, les maisons et les entreprises juifs dans le cadre de leur politique d'aryanisation.
En novembre 1938, 353 Juifs d'Heilbronn sont déjà partis vers 30 pays différents. En 1941, leur nombre atteint 603 à avoir quitté la ville, dont 238 vers d'autres pays européens, 170 vers les États-Unis et 105 vers la Palestine.
Le sort de ceux qui sont restés est hélas dramatique: Le 1er décembre 1941, un convoi déporte 49 habitants juifs vers le ghetto de Riga (tous périront). En avril 1942, 16 sont envoyés à Izbica en Pologne et 52 vers le camp de concentration de Theresienstadt. 56 autres habitants juifs ayant fui Heilbronn sont arrêtés dans d'autres villes d'Allemagne et 22 sont arrêtés alors qu'ils avaient espéré trouver un refuge dans un autre pays européen, avant leur invasion par les Allemands.

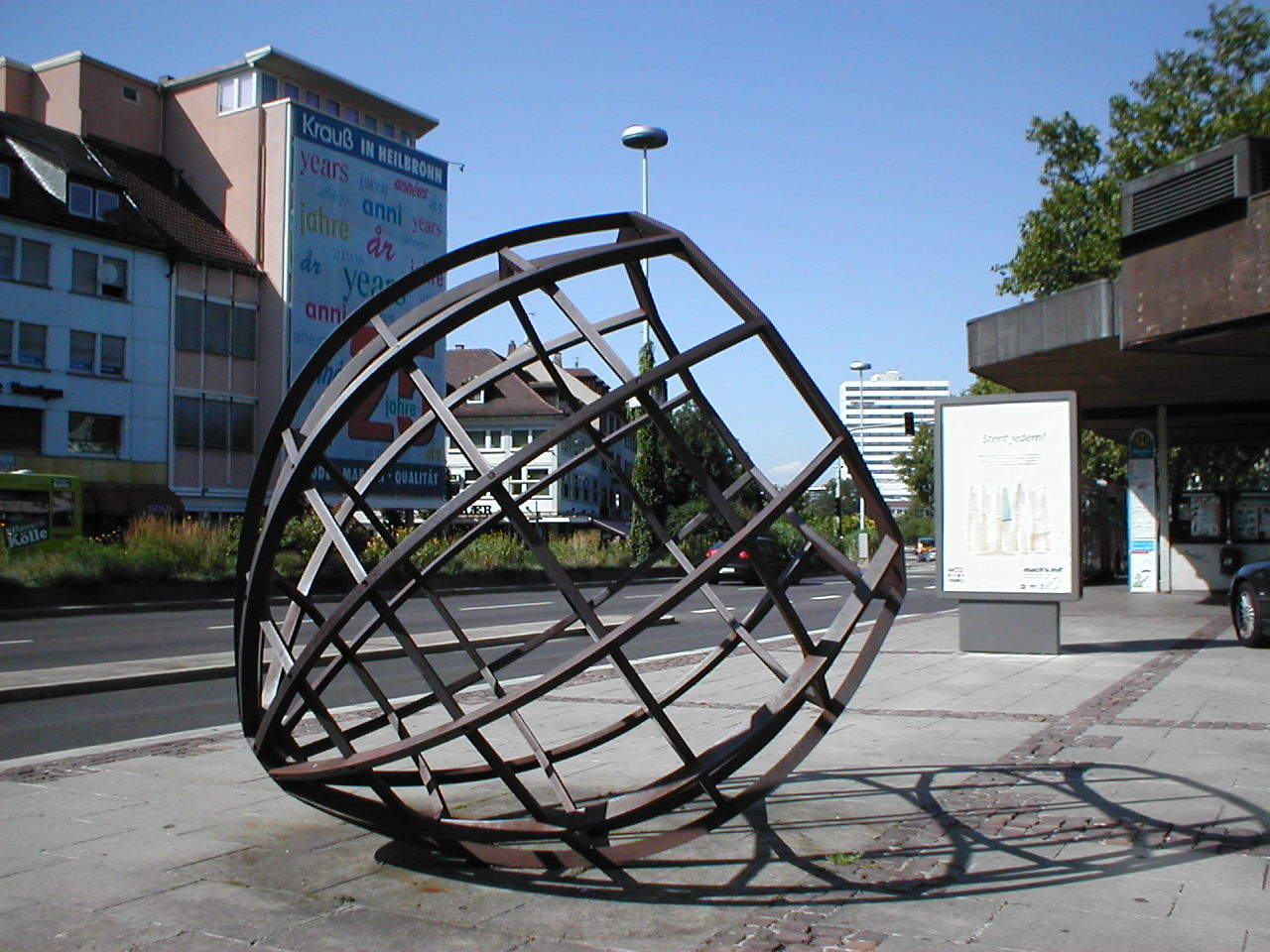
Mémorial de la Coupole

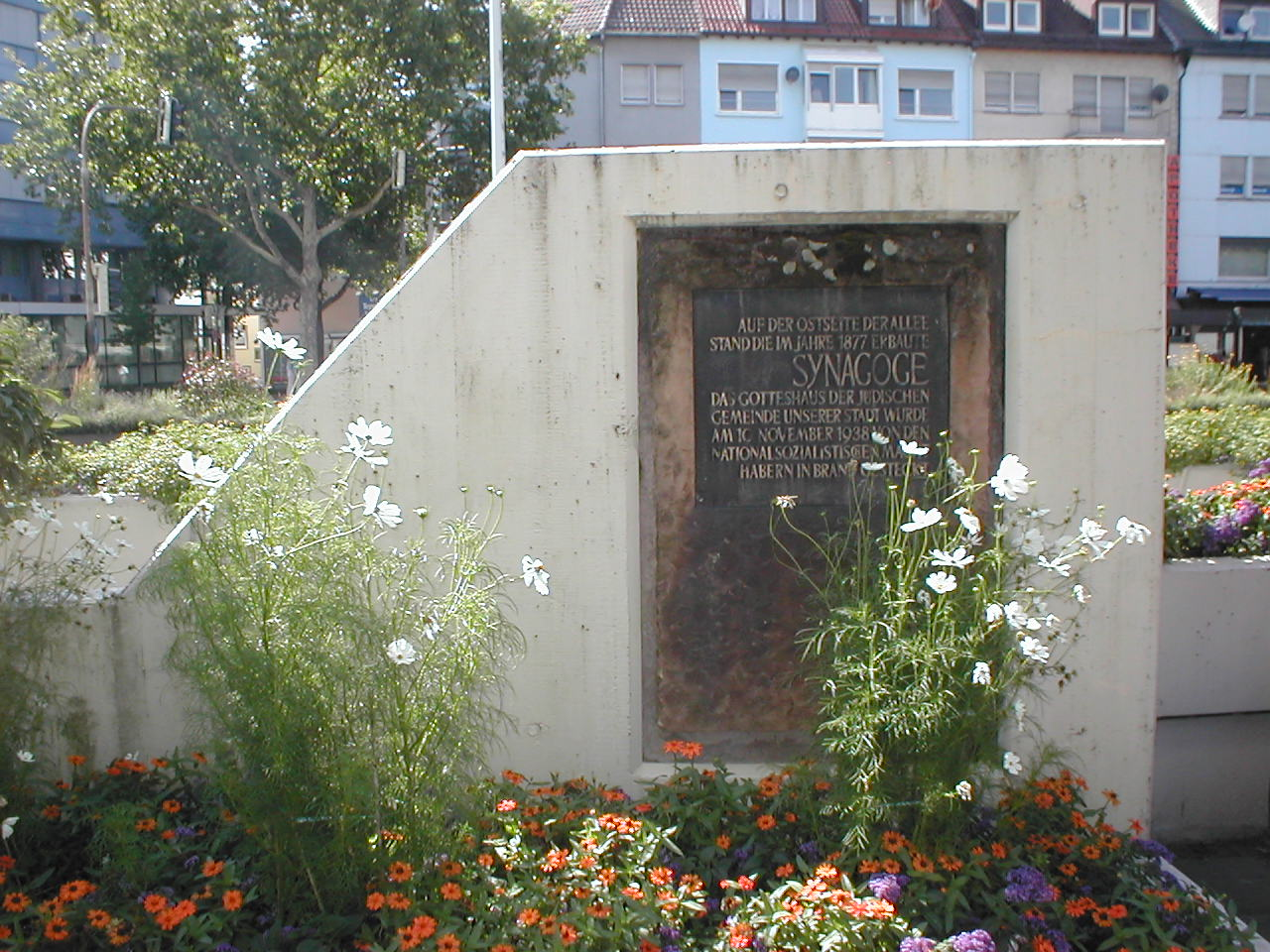
plaque commémorative de la destruction de la synagogue

## Les mémoriaux
Le 9 novembre 1966, une plaque commémorative est inaugurée pour rappeler la destruction de la synagogue. Cette plaque est située sur le chemin qui menait à la synagogue.
En 1993 est inauguré le "Mémorial de la Coupole", structure de l'artiste Bettina Bürkle et qui par son armature métallique, symbolise la coupole en flamme de la synagogue. Cette sculpture se situe dans la rue, devant un cinéma, à l'emplacement de la synagogue.

## Galerie

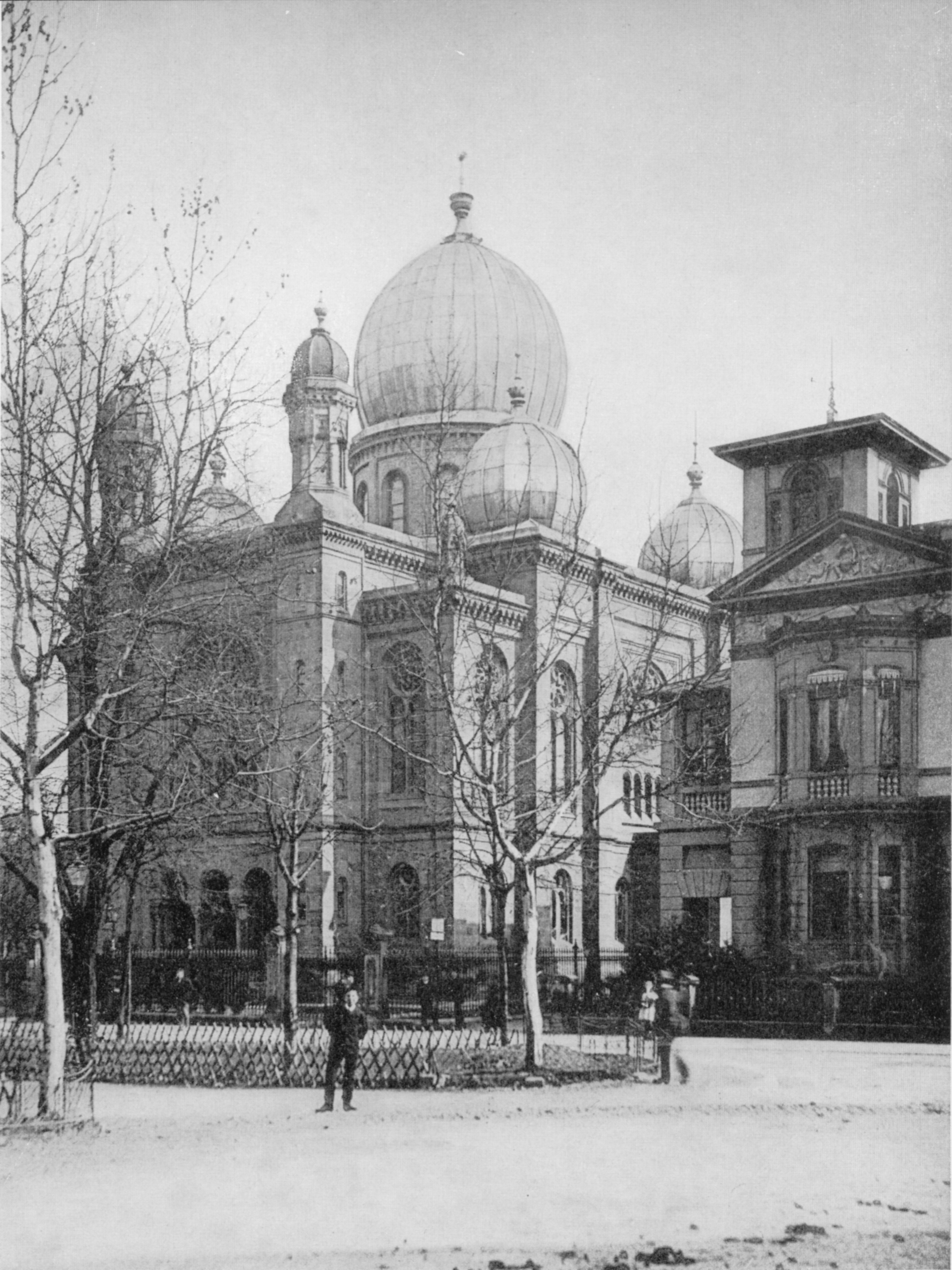
La synagogue d'Heilbronn en 1894.
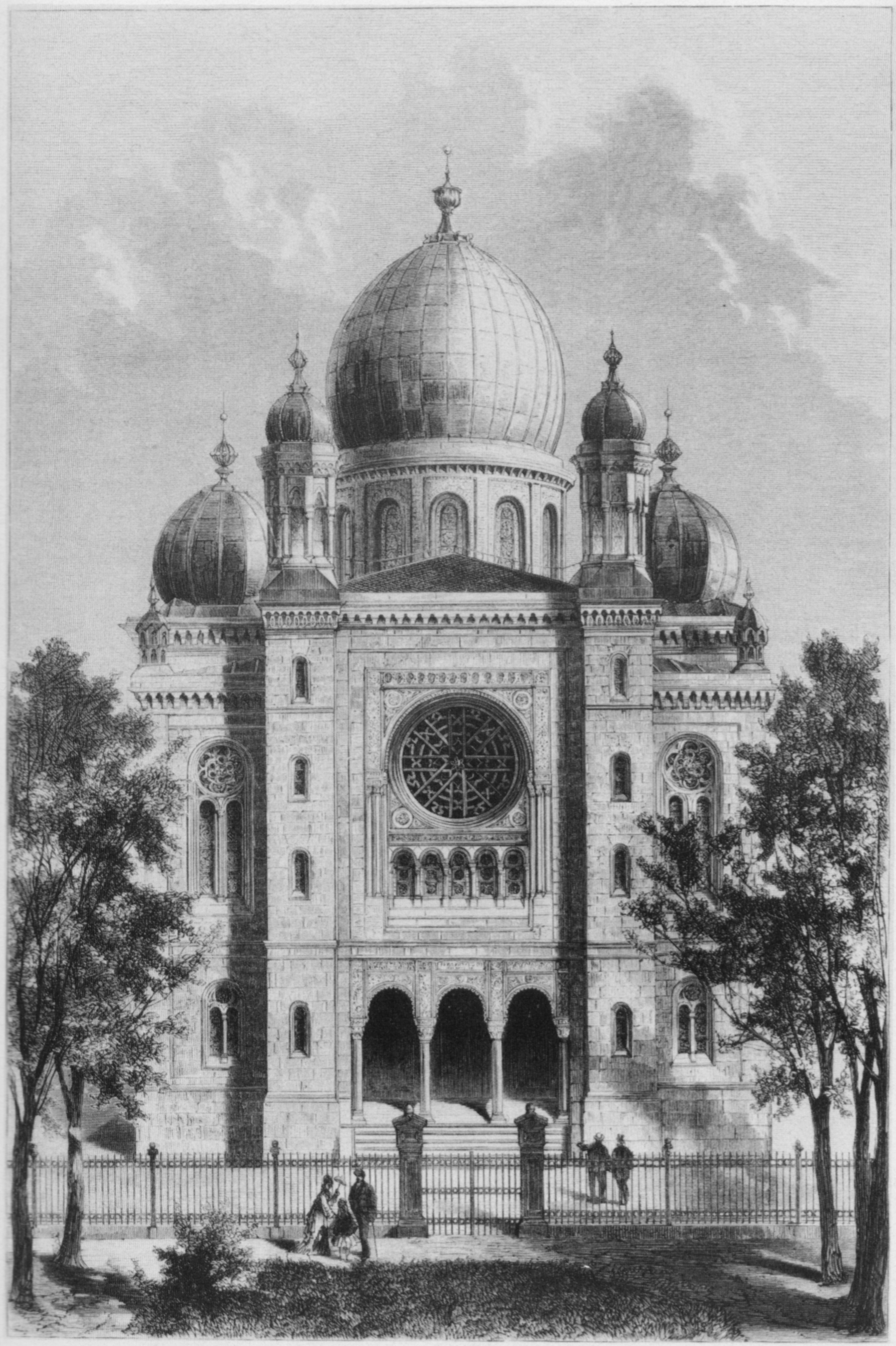
Image de la synagogue en 1877.
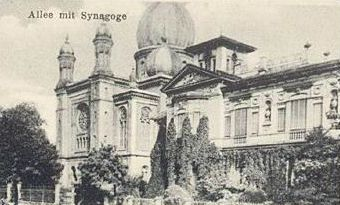
Vieille carte postale montrant la synagogue
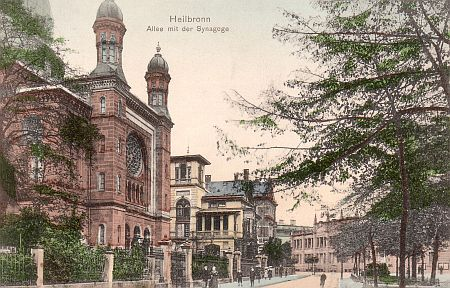
Vieille carte postale colorisée montrant la synagogue.
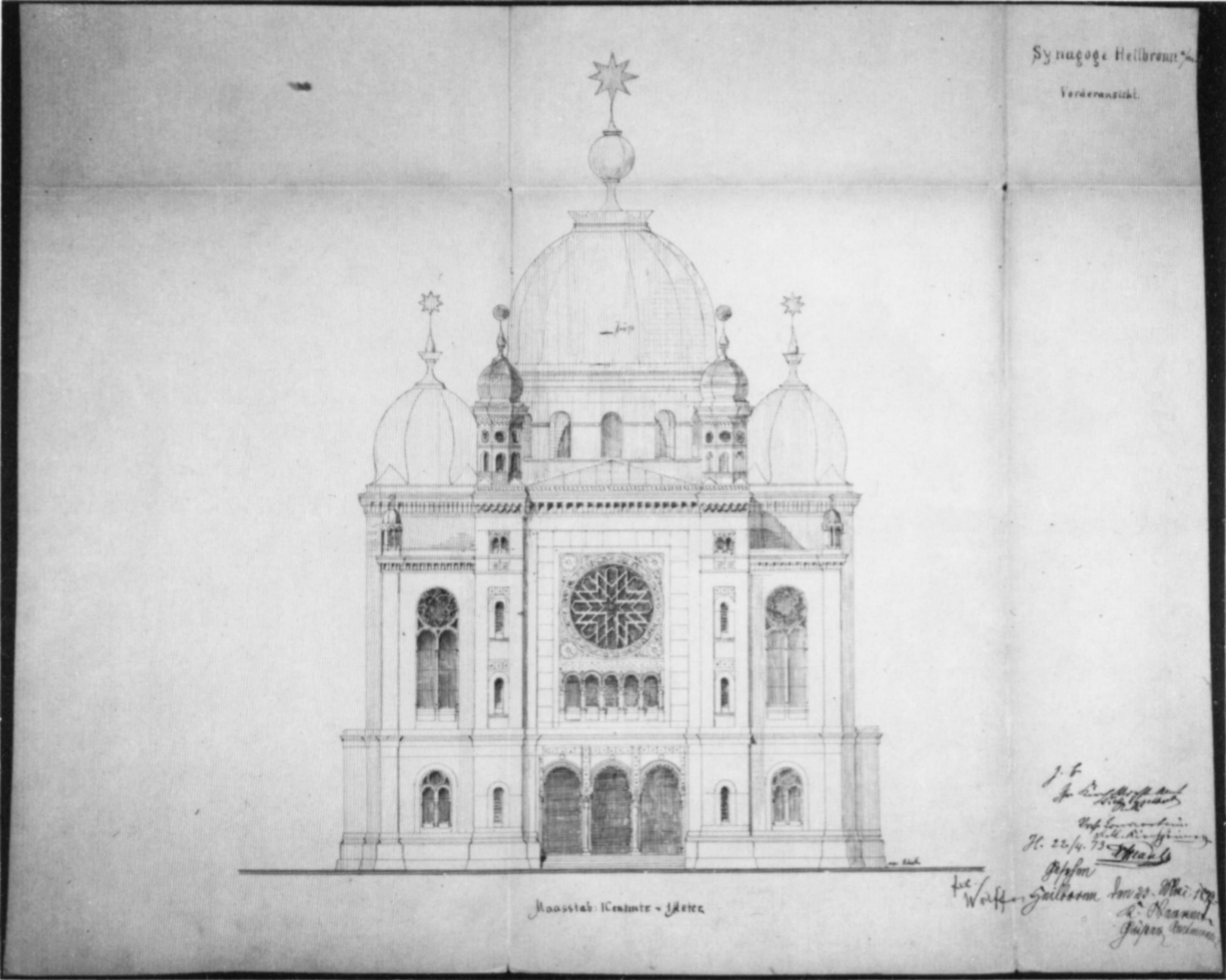
Plan de construction de la synagogue 1879.